# Serie A2 2017-2018 (pallavolo femminile)
La Serie A2 2017-2018 si è svolta dall'8 ottobre 2017 al 13 maggio 2018: al torneo hanno partecipato diciassette squadre di club italiane.

## Regolamento

### Formula
Le squadre hanno disputato un girone all'italiana, con gare di andata e ritorno, per un totale di trentaquattro giornate; al termine della regular season:
- La prima classificata è promossa in Serie A1.
- Le classificate dal secondo al nono posto (in questo caso si è qualificata la decima classificata a seguito della rinuncia di partecipazione ai play-off promozione del Club Italia[2]) hanno acceduto ai play-off promozione, strutturati in quarti di finale, semifinali e finale, tutte giocate al meglio di due vittorie su tre gare: la vincitrice è promossa in Serie A1.
- Le ultime due classificate sono retrocesse in Serie B1[3].

### Criteri di classifica
Se il risultato finale è stato di 3-0 o 3-1 sono stati assegnati 3 punti alla squadra vincente e 0 a quella sconfitta, se il risultato finale è stato di 3-2 sono stati assegnati 2 punti alla squadra vincente e 1 a quella sconfitta.
L'ordine del posizionamento in classifica è stato definito in base a:
- Punti;
- Numero di partite vinte;
- Ratio dei set vinti/persi;
- Ratio dei punti realizzati/subiti.

## Squadre partecipanti
Le squadre neopromosse dalla Serie B1 sono state il Montecchio Maggiore, la Properzi, il Santa Teresa e la Zambelli Orvieto, vincitrici della regular season, e il Cuneo Granda, il CUS Torino, la Garavini Ravenna e la Teodora Casadio, vincitrici dei play-off promozione, mentre le squadre retrocesse dalla Serie A1 sono state il Club Italia e il Flero.
Delle squadre aventi il diritto di partecipazione:
- La SAB è stata ripescata in Serie A1.
- La Garavini Ravenna ha ceduto il titolo sportivo alla Due Principati, la quale è stata ammessa in Serie A2.
- Il Flero, la Golem, la Lilliput, la Properzi e il Santa Teresa hanno rinunciato all'iscrizione.

Per integrare l'organico delle squadre sono state ripescate il Marsala, il Mondovì e la Wealth Planet Perugia.
Per volere della FIPAV il Club Italia è stato ammesso in Serie A2.
| Club                  | Stagione | Città                     | Impianto               | Stagione precedente                                       |
| --------------------- | -------- | ------------------------- | ---------------------- | --------------------------------------------------------- |
| Adolfo Consolini      | dettagli | San Giovanni in Marignano | Palazzetto dello Sport | 6ª in Serie A2; quarti di finale play-off promozione      |
| Chieri '76            | dettagli | Chieri                    | PalaMaddalene          | 8ª in Serie A2                                            |
| Club Italia           | dettagli | Roma                      | Centro Pavesi          | 12ª in Serie A1                                           |
| Cuneo Granda          | dettagli | Cuneo                     | PalaCastagnaretta      | 3ª in Serie B1 (girone A); vincitrice play-off promozione |
| CUS Torino            | dettagli | Torino                    | PalaCollegno           | 2ª in Serie B1 (girone A); vincitrice play-off promozione |
| Due Principati        | dettagli | Baronissi                 | PalaCapriglia          | 13ª in Serie B1 (girone D)                                |
| Hermaea               | dettagli | Olbia                     | Geopalace              | 11ª in Serie A2                                           |
| Marsala               | dettagli | Marsala                   | PalaBellina            | 6ª in Serie B1 (girone D)                                 |
| Millenium Brescia     | dettagli | Brescia                   | PalaGeorge             | 7ª in Serie A2; quarti di finale play-off promozione      |
| Mondovì               | dettagli | Mondovì                   | PalaManera             | 13ª in Serie A2                                           |
| Montecchio Maggiore   | dettagli | Montecchio Maggiore       | PalaCollodi            | 1ª in Serie B1 (girone B)                                 |
| Olimpia Teodora       | dettagli | Ravenna                   | PalaCosta              | 2ª in Serie B1 (girone C); vincitrice play-off promozione |
| Soverato              | dettagli | Soverato                  | PalaScoppa             | 4ª in Serie A2; semifinali play-off promozione            |
| Trentino Rosa         | dettagli | Trento                    | PalaSanbapolis         | 5ª in Serie A2; semifinali play-off promozione            |
| VolAlto Caserta       | dettagli | Caserta                   | Palazzetto dello Sport | 12ª in Serie A2                                           |
| Wealth Planet Perugia | dettagli | Perugia                   | PalaEvangelisti        | 4ª in Serie B1 (girone C); semifinali play-off promozione |
| Zambelli Orvieto      | dettagli | Orvieto                   | PalaPapini             | 1ª in Serie B1 (girone C)                                 |

## Torneo

### Regular season

#### Risultati
| Prima giornata |                                       |                 |                                   |
|                |                                       |                 |                                   |
| Riposa:        | VolAlto Caserta                       | VolAlto Caserta | VolAlto Caserta                   |
| 08-10          | Soverato - CUS Torino                 | 3-2             | 21-25, 17-25, 25-15, 25-22, 15-12 |
| 08-10          | Trentino Rosa - Cuneo Granda          | 3-2             | 22-25, 26-24, 17-25, 25-16, 15-12 |
| 08-10          | Chieri '76 - Hermaea                  | 3-0             | 25-18, 25-15, 25-16               |
| 08-10          | Zambelli Orvieto - Adolfo Consolini   | 0-3             | 20-25, 23-25, 28-30               |
| 08-10          | Montecchio Maggiore - Olimpia Teodora | 0-3             | 23-25, 20-25, 21-25               |
| 08-10          | Due Principati - Millenium Brescia    | 3-2             | 25-23, 12-25, 25-23, 23-25, 15-12 |
| 08-10          | Wealth Planet Perugia - Club Italia   | 1-3             | 17-25, 25-18, 20-25, 27-29        |
| 08-10          | Marsala - Mondovì                     | 1-3             | 19-25, 25-21, 18-25, 20-25        |

| Seconda giornata |                                    |                     |                                  |
|                  |                                    |                     |                                  |
| Riposa:          | Montecchio Maggiore                | Montecchio Maggiore | Montecchio Maggiore              |
| 14-10            | Club Italia - Due Principati       | 3-2                 | 22-25, 25-18, 25-23, 22-25, 15-7 |
| 15-10            | Adolfo Consolini - Marsala         | 3-0                 | 25-17, 25-21, 25-19              |
| 15-10            | Millenium Brescia - Soverato       | 1-3                 | 25-22, 22-25, 15-25, 21-25       |
| 15-10            | Hermaea - VolAlto Caserta          | 3-1                 | 26-28, 25-15, 25-17, 25-20       |
| 15-10            | CUS Torino - Wealth Planet Perugia | 1-3                 | 25-16, 23-25, 16-25, 22-25       |
| 14-10            | Olimpia Teodora - Chieri '76       | 1-3                 | 19-25, 30-28, 14-25, 17-25       |
| 15-10            | Cuneo Granda - Zambelli Orvieto    | 3-1                 | 25-22, 23-25, 25-15, 25-23       |
| 14-10            | Mondovì - Trentino Rosa            | 3-1                 | 17-25, 25-20, 25-23, 25-23       |

| Terza giornata |                                    |                       |                                   |
|                |                                    |                       |                                   |
| Riposa:        | Wealth Planet Perugia              | Wealth Planet Perugia | Wealth Planet Perugia             |
| 17-10          | Club Italia - Marsala              | 3-1                   | 23-25, 29-27, 25-11, 27-25        |
| 18-10          | Soverato - Mondovì                 | 3-0                   | 25-22, 25-23, 25-21               |
| 18-10          | Trentino Rosa - Chieri '76         | 2-3                   | 25-23, 19-25, 27-25, 24-26, 11-15 |
| 18-10          | Zambelli Orvieto - VolAlto Caserta | 2-3                   | 25-16, 25-19, 22-25, 22-25, 12-15 |
| 18-10          | Montecchio Maggiore - Hermaea      | 3-0                   | 25-17, 25-20, 25-16               |
| 18-10          | Olimpia Teodora - CUS Torino       | 3-0                   | 25-20, 25-18, 25-22               |
| 18-10          | Cuneo Granda - Millenium Brescia   | 3-0                   | 25-15, 25-23, 25-22               |
| 18-10          | Due Principati - Adolfo Consolini  | 2-3                   | 25-23, 18-25, 25-22, 20-25, 9-15  |

| Quarta giornata |                                        |         |                                   |
|                 |                                        |         |                                   |
| Riposa:         | Marsala                                | Marsala | Marsala                           |
| 22-10           | Millenium Brescia - Mondovì            | 3-0     | 25-15, 30-28, 25-15               |
| 22-10           | Chieri '76 - Adolfo Consolini          | 0-3     | 22-25, 23-25, 16-25               |
| 25-10           | Hermaea - Club Italia                  | 3-2     | 25-17, 26-24, 18-25, 17-25, 15-11 |
| 22-10           | VolAlto Caserta - Olimpia Teodora      | 0-3     | 17-25, 19-25, 22-25               |
| 22-10           | Zambelli Orvieto - Montecchio Maggiore | 3-1     | 17-25, 25-17, 25-13, 25-21        |
| 22-10           | CUS Torino - Trentino Rosa             | 3-2     | 28-26, 22-25, 25-15, 23-25, 15-13 |
| 22-10           | Due Principati - Soverato              | 1-3     | 25-20, 17-25, 21-25, 20-25        |
| 22-10           | Wealth Planet Perugia - Cuneo Granda   | 1-3     | 17-25, 19-25, 25-20, 19-25        |

| Quinta giornata |                                    |                  |                                   |
|                 |                                    |                  |                                   |
| Riposa:         | Zambelli Orvieto                   | Zambelli Orvieto | Zambelli Orvieto                  |
| 29-10           | Soverato - Wealth Planet Perugia   | 3-2              | 17-25, 20-25, 25-17, 25-21, 15-12 |
| 29-10           | Trentino Rosa - Due Principati     | 3-0              | 26-24, 25-21, 25-22               |
| 29-10           | Adolfo Consolini - Hermaea         | 3-0              | 25-23, 25-23, 25-17               |
| 28-10           | Club Italia - VolAlto Caserta      | 3-0              | 25-23, 25-14, 25-13               |
| 29-10           | CUS Torino - Millenium Brescia     | 3-0              | 25-20, 25-19, 28-26               |
| 29-10           | Cuneo Granda - Montecchio Maggiore | 3-0              | 25-23, 25-21, 25-20               |
| 28-10           | Mondovì - Chieri '76               | 3-1              | 15-25, 25-23, 25-20, 26-24        |
| 29-10           | Marsala - Olimpia Teodora          | 2-3              | 25-21, 20-25, 21-25, 25-20, 10-15 |

| Sesta giornata |                                         |            |                                   |
|                |                                         |            |                                   |
| Riposa:        | CUS Torino                              | CUS Torino | CUS Torino                        |
| 01-11          | Club Italia - Adolfo Consolini          | 1-3        | 21-25, 23-25, 25-20, 22-25        |
| 01-11          | Millenium Brescia - Zambelli Orvieto    | 3-1        | 27-29, 25-14, 25-22, 25-20        |
| 01-11          | Chieri '76 - Marsala                    | 3-0        | 25-14, 28-26, 25-19               |
| 01-11          | Hermaea - Trentino Rosa                 | 0-3        | 22-25, 23-25, 18-25               |
| 01-11          | Olimpia Teodora - Wealth Planet Perugia | 2-3        | 20-25, 25-17, 22-25, 25-17, 12-15 |
| 01-11          | Cuneo Granda - Soverato                 | 3-1        | 25-17, 25-21, 18-25, 25-20        |
| 01-11          | Montecchio Maggiore - Due Principati    | 3-2        | 12-25, 30-28, 21-25, 25-10, 22-20 |
| 01-11          | VolAlto Caserta - Mondovì               | 3-2        | 18-25, 25-17, 16-25, 29-27, 15-11 |

| Settima giornata |                                       |          |                                   |
|                  |                                       |          |                                   |
| Riposa:          | Soverato                              | Soverato | Soverato                          |
| 05-11            | Trentino Rosa - Club Italia           | 3-1      | 26-28, 25-17, 26-24, 25-14        |
| 05-11            | Adolfo Consolini - Cuneo Granda       | 0-3      | 19-25, 31-33, 18-25               |
| 05-11            | Chieri '76 - Millenium Brescia        | 2-3      | 14-25, 25-18, 25-18, 28-30, 11-15 |
| 05-11            | Montecchio Maggiore - VolAlto Caserta | 3-0      | 25-22, 26-24, 25-19               |
| 05-11            | CUS Torino - Mondovì                  | 1-3      | 25-18, 18-25, 23-25, 23-25        |
| 05-11            | Due Principati - Olimpia Teodora      | 3-1      | 25-17, 23-25, 25-21, 26-24        |
| 05-11            | Wealth Planet Perugia - Hermaea       | 0-3      | 15-25, 20-25, 21-25               |
| 05-11            | Marsala - Zambelli Orvieto            | 0-3      | 14-25, 24-26, 17-25               |

| Ottava giornata |                                          |                   |                                   |
|                 |                                          |                   |                                   |
| Riposa:         | Millenium Brescia                        | Millenium Brescia | Millenium Brescia                 |
| 12-11           | Soverato - Montecchio Maggiore           | 3-1               | 25-20, 18-25, 25-23, 29-27        |
| 12-11           | Adolfo Consolini - Wealth Planet Perugia | 2-3               | 22-25, 20-25, 25-17, 25-21, 12-15 |
| 12-11           | Hermaea - Marsala                        | 1-3               | 24-26, 23-25, 25-20, 13-25        |
| 12-11           | VolAlto Caserta - Trentino Rosa          | 0-3               | 18-25, 17-25, 20-25               |
| 12-11           | Zambelli Orvieto - Chieri '76            | 0-3               | 18-25, 18-25, 21-25               |
| 12-11           | Cuneo Granda - Olimpia Teodora           | 2-3               | 25-23, 18-25, 25-21, 18-25, 11-15 |
| 12-11           | Due Principati - CUS Torino              | 1-3               | 18-25, 19-25, 25-13, 17-25        |
| 12-11           | Mondovì - Club Italia                    | 3-0               | 25-20, 25-19, 25-19               |

| Nona giornata |                                   |                 |                                   |
|               |                                   |                 |                                   |
| Riposa:       | Olimpia Teodora                   | Olimpia Teodora | Olimpia Teodora                   |
| 18-11         | Club Italia - Soverato            | 1-3             | 30-28, 14-25, 20-25, 22-25        |
| 18-11         | Trentino Rosa - Adolfo Consolini  | 2-3             | 25-20, 25-21, 22-25, 13-25, 15-17 |
| 19-11         | Chieri '76 - Cuneo Granda         | 3-1             | 25-21, 25-19, 21-25, 25-16        |
| 19-11         | Hermae - -Millenium Brescia       | 1-3             | 20-25, 18-25, 25-21, 18-25        |
| 19-11         | VolAlto Caserta - CUS Torino      | 1-3             | 28-26, 22-25, 27-29, 19-25        |
| 19-11         | Zambelli Orvieto - Due Principati | 3-0             | 25-13, 25-14, 33-31               |
| 19-11         | Montecchio Maggiore - Marsala     | 3-0             | 25-22, 26-24, 25-23               |
| 19-11         | Wealth Planet Perugia - Mondovì   | 0-3             | 21-25, 19-25, 21-25               |

| Decima giornata |                                         |              |                                   |
|                 |                                         |              |                                   |
| Riposa:         | Cuneo Granda                            | Cuneo Granda | Cuneo Granda                      |
| 26-11           | Soverato - Zambelli Orvieto             | 3-1          | 25-23, 16-25, 25-23, 25-20        |
| 26-11           | Millenium Brescia - Trentino Rosa       | 2-3          | 25-19, 25-17, 18-25, 22-25, 17-19 |
| 26-11           | Due Principati - Chieri '76             | 0-3          | 20-25, 23-25, 17-25               |
| 26-11           | Montecchio Maggiore - W. Planet Perugia | 3-1          | 21-25, 25-19, 27-25, 25-21        |
| 26-11           | CUS Torino - Club Italia                | 3-2          | 25-21, 20-25, 23-25, 25-23, 15-11 |
| 26-11           | Olimpia Teodora - Hermaea               | 3-0          | 25-14, 25-15, 25-20               |
| 26-11           | Mondovì - Adolfo Consolini              | 3-1          | 25-19, 22-25, 25-12, 25-22        |
| 26-11           | Marsala - VolAlto Caserta               | 3-0          | 25-21, 25-17, 25-19               |

| Undicesima giornata |                                      |             |                                   |
|                     |                                      |             |                                   |
| Riposa:             | Club Italia                          | Club Italia | Club Italia                       |
| 29-11               | Adolfo Consolini - Millenium Brescia | 2-3         | 16-25, 25-16, 36-34, 23-25, 11-15 |
| 29-11               | Hermaea - Soverato                   | 1-3         | 25-22, 19-25, 19-25, 30-32        |
| 29-11               | VolAlto Caserta - Cuneo Granda       | 0-3         | 20-25, 17-25, 21-25               |
| 29-11               | Zambelli Orvieto - Trentino Rosa     | 1-3         | 25-18, 17-25, 23-25, 20-25        |
| 29-11               | CUS Torino - Montecchio Maggiore     | 3-0         | 25-21, 25-23, 25-23               |
| 29-11               | Marsala - Due Principati             | 1-3         | 16-25, 25-17, 25-27, 17-25        |
| 29-11               | Mondovì - Olimpia Teodora            | 3-2         | 25-15, 25-17, 19-25, 17-25, 15-12 |
| 29-11               | Wealth Planet Perugia - Chieri '76   | 0-3         | 15-25, 26-28, 19-25               |

| Dodicesima giornata |                                       |                  |                                   |
|                     |                                       |                  |                                   |
| Riposa:             | Adolfo Consolini                      | Adolfo Consolini | Adolfo Consolini                  |
| 02-12               | Club Italia - Cuneo Granda            | 0-3              | 18-25, 17-25, 23-25               |
| 03-12               | Soverato - Olimpia Teodora            | 2-3              | 25-16, 18-25, 25-18, 26-28, 12-15 |
| 02-12               | Trentino Rosa - Wealth Planet Perugia | 3-0              | 25-17, 25-19, 25-20               |
| 03-12               | Millenium Brescia - Marsala           | 3-1              | 25-21, 25-17, 23-25, 25-12        |
| 03-12               | Chieri '76 - VolAlto Caserta          | 3-1              | 25-22, 25-14, 23-25, 25-21        |
| 03-12               | Zambelli Orvieto - CUS Torino         | 2-3              | 25-13, 25-12, 20-25, 21-25, 13-15 |
| 03-12               | Montecchio Maggiore - Mondovì         | 3-2              | 25-22, 17-25, 25-27, 25-21, 15-13 |
| 03-12               | Due Principati - Hermaea              | 3-1              | 27-25, 25-21, 14-25, 25-19        |

| Tredicesima giornata |                                           |         |                                   |
|                      |                                           |         |                                   |
| Riposa:              | Mondovì                                   | Mondovì | Mondovì                           |
| 10-12                | CUS Torino - Adolfo Consolini             | 2-3     | 25-20, 23-25, 20-25, 25-19, 9-15  |
| 10-12                | Chieri '76 - Montecchio Maggiore          | 3-0     | 25-18, 25-23, 25-19               |
| 06-12                | Hermaea - Zambelli Orvieto                | 2-3     | 15-25, 25-23, 25-19, 21-25, 13-15 |
| 10-12                | VolAlto Caserta - Soverato                | 0-3     | 24-26, 25-27, 20-25               |
| 10-12                | Olimpia Teodora - Club Italia             | 3-2     | 27-25, 25-21, 24-26, 17-25, 15-13 |
| 10-12                | Cuneo Granda - Due Principati             | 3-1     | 27-25, 25-21, 21-25, 25-21        |
| 10-12                | Wealth Planet Perugia - Millenium Brescia | 0-3     | 22-25, 20-25, 14-25               |
| 10-12                | Marsala - Trentino Rosa                   | 0-3     | 20-25, 26-28, 15-25               |

| Quattordicesima giornata |                                        |                |                            |
|                          |                                        |                |                            |
| Riposa:                  | Due Principati                         | Due Principati | Due Principati             |
| 13-12                    | Club Italia - Chieri '76               | 3-1            | 25-16, 24-26, 25-21, 29-27 |
| 13-12                    | Trentino Rosa - Soverato               | 3-1            | 23-25, 25-19, 25-20, 25-21 |
| 13-12                    | Adolfo Consolini - Montecchio Maggiore | 3-1            | 25-19, 18-25, 25-18, 25-16 |
| 13-12                    | Millenium Brescia - VolAlto Caserta    | 3-0            | 25-17, 25-21, 25-18        |
| 13-12                    | Hermaea - Mondovì                      | 1-3            | 25-18, 20-25, 22-25, 19-25 |
| 13-12                    | Zambelli Orvieto - Olimpia Teodora     | 3-0            | 25-17, 25-16, 25-22        |
| 13-12                    | Cuneo Granda - CUS Torino              | 3-1            | 25-13, 25-23, 20-25, 25-20 |
| 13-12                    | Wealth Planet Perugia - Marsala        | 3-0            | 30-28, 28-26, 25-23        |

| Quindicesima giornata |                                         |            |                                   |
|                       |                                         |            |                                   |
| Riposa:               | Chieri '76                              | Chieri '76 | Chieri '76                        |
| 16-12                 | Club Italia - Zambelli Orvieto          | 2-3        | 20-25, 25-12, 21-25, 25-12, 11-15 |
| 17-12                 | Soverato - Adolfo Consolini             | 1-3        | 25-9, 16-25, 27-29, 18-25         |
| 17-12                 | VolAlto Caserta - Wealth Planet Perugia | 2-3        | 25-18, 13-25, 14-25, 25-19, 3-15  |
| 17-12                 | Montecchio Maggiore - Millenium Brescia | 0-3        | 11-25, 12-25, 23-25               |
| 17-12                 | CUS Torino - Hermaea                    | 3-0        | 25-19, 26-24, 25-19               |
| 17-12                 | Olimpia Teodora - Trentino Rosa         | 3-0        | 26-24, 25-23, 25-20               |
| 17-12                 | Mondovì - Due Principati                | 3-0        | 25-17, 25-19, 25-18               |
| 17-12                 | Marsala - Cuneo Granda                  | 1-3        | 25-19, 16-25, 23-25, 26-28        |

| Sedicesima giornata |                                          |         |                                   |
|                     |                                          |         |                                   |
| Riposa:             | Hermaea                                  | Hermaea | Hermaea                           |
| 26-12               | Adolfo Consolini - Olimpia Teodora       | 3-1     | 25-20, 21-25, 25-23, 25-18        |
| 26-12               | Millenium Brescia - Club Italia          | 3-1     | 20-25, 25-22, 25-22, 25-10        |
| 26-12               | Chieri '76- CUS Torino                   | 3-0     | 25-20, 25-22, 25-14               |
| 26-12               | Zambelli Orvieto - Wealth Planet Perugia | 3-0     | 25-23, 25-16, 25-22               |
| 26-12               | Montecchio Maggiore - Trentino Rosa      | 1-3     | 25-23, 24-26, 18-25, 19-25        |
| 26-12               | Cuneo Granda - Mondovì                   | 1-3     | 25-20, 23-25, 17-25, 22-25        |
| 26-12               | Due Principati - VolAlto Caserta         | 3-2     | 25-27, 25-27, 25-18, 25-14, 15-13 |
| 26-12               | Marsala - Soverato                       | 0-3     | 12-25, 20-25, 19-25               |

| Diciassettesima giornata |                                        |               |                            |
|                          |                                        |               |                            |
| Riposa:                  | Trentino Rosa                          | Trentino Rosa | Trentino Rosa              |
| 30-12                    | Club Italia - Montecchio Maggiore      | 3-0           | 25-21, 25-19, 25-16        |
| 30-12                    | Soverato - Chieri '76                  | 1-3           | 18-25, 25-23, 19-25, 19-25 |
| 30-12                    | Hermaea - Cuneo Granda                 | 0-3           | 15-25, 22-25, 19-25        |
| 30-12                    | VolAlto Caserta - Adolfo Consolini     | 0-3           | 18-25, 19-25, 14-25        |
| 30-12                    | CUS Torino - Marsala                   | 3-1           | 25-23, 20-25, 25-22, 25-20 |
| 30-12                    | Olimpia Teodora - Millenium Brescia    | 1-3           | 16-25, 22-25, 25-23, 21-25 |
| 30-12                    | Mondovì - Zambelli Orvieto             | 3-0           | 27-25, 25-15, 25-21        |
| 30-12                    | Wealth Planet Perugia - Due Principati | 0-3           | 19-25, 16-25, 24-26        |

| Diciottesima giornata |                                       |                 |                                   |
|                       |                                       |                 |                                   |
| Riposa:               | VolAlto Caserta                       | VolAlto Caserta | VolAlto Caserta                   |
| 06-01                 | CUS Torino - Soverato                 | 3-1             | 25-21, 21-25, 25-19, 25-19        |
| 06-01                 | Cuneo Granda - Trentino Rosa          | 3-2             | 19-25, 17-25, 25-14, 25-20, 15-11 |
| 06-01                 | Hermaea - Chieri '76                  | 0-3             | 22-25, 20-25, 15-25               |
| 06-01                 | Adolfo Consolini - Zambelli Orvieto   | 3-1             | 18-25, 25-20, 25-17, 25-23        |
| 06-01                 | Olimpia Teodora - Montecchio Maggiore | 3-2             | 23-25, 25-23, 20-25, 25-23, 15-8  |
| 06-01                 | Millenium Brescia - Due Principati    | 3-0             | 30-28, 26-24, 25-15               |
| 07-01                 | Club Italia - Wealth Planet Perugia   | 3-2             | 22-25, 25-22, 21-25, 25-19, 15-11 |
| 06-01                 | Mondovì - Marsala                     | 3-0             | 25-21, 25-17, 25-20               |

| Diciannovesima giornata |                                    |                     |                                   |
|                         |                                    |                     |                                   |
| Riposa:                 | Montecchio Maggiore                | Montecchio Maggiore | Montecchio Maggiore               |
| 14-01                   | Due Principati - Club Italia       | 2-3                 | 25-15, 20-25, 23-25, 25-19, 12-15 |
| 14-01                   | Marsala - Adolfo Consolini         | 1-3                 | 25-20, 25-27, 21-25, 18-25        |
| 14-01                   | Soverato - Millenium Brescia       | 1-3                 | 25-23, 22-25, 23-25, 18-25        |
| 14-01                   | VolAlto Caserta - Hermaea          | 1-3                 | 11-25, 25-15, 10-25, 23-25        |
| 14-01                   | Wealth Planet Perugia - CUS Torino | 0-3                 | 20-25, 21-25, 19-25               |
| 13-01                   | Chieri '76 - Olimpia Teodora       | 3-1                 | 25-19, 25-23, 23-25, 25-21        |
| 14-01                   | Zambelli Orvieto - Cuneo Granda    | 3-0                 | 25-13, 25-22, 25-17               |
| 13-01                   | Trentino Rosa - Mondovì            | 1-3                 | 24-26, 25-14, 16-25, 17-25        |

| Ventesima giornata |                                    |                       |                                   |
|                    |                                    |                       |                                   |
| Riposa:            | Wealth Planet Perugia              | Wealth Planet Perugia | Wealth Planet Perugia             |
| 16-01              | Marsala - Club Italia              | 2-3                   | 25-22, 20-25, 25-21, 12-25, 12-15 |
| 17-01              | Mondovì - Soverato                 | 0-3                   | 23-25, 16-25, 15-25               |
| 17-01              | Chieri '76 - Trentino Rosa         | 3-0                   | 25-23, 25-20, 25-20               |
| 17-01              | VolAlto Caserta - Zambelli Orvieto | 0-3                   | 13-25, 7-25, 17-25                |
| 17-01              | Hermaea - Montecchio Maggiore      | 2-3                   | 25-18, 20-25, 22-25, 26-24, 10-15 |
| 17-01              | CUS Torino - Olimpia Teodora       | 2-3                   | 25-19, 21-25, 25-21, 14-25, 5-15  |
| 17-01              | Millenium Brescia - Cuneo Granda   | 3-1                   | 17-25, 25-19, 25-19, 25-19        |
| 17-01              | Adolfo Consolini - Due Principati  | 3-0                   | 26-24, 25-22, 25-14               |

| Ventunesima giornata |                                        |         |                                   |
|                      |                                        |         |                                   |
| Riposa:              | Marsala                                | Marsala | Marsala                           |
| 21-01                | Mondovì - Millenium Brescia            | 3-1     | 27-29, 29-27, 25-14, 25-19        |
| 21-01                | Adolfo Consolini - Chieri '76          | 3-1     | 25-17, 25-23, 21-25, 25-17        |
| 20-01                | Club Italia - Hermaea                  | 3-0     | 25-23, 25-20, 25-17               |
| 21-01                | Olimpia Teodora - VolAlto Caserta      | 3-0     | 25-17, 25-13, 25-22               |
| 21-01                | Montecchio Maggiore - Zambelli Orvieto | 1-3     | 15-25, 25-23, 22-25, 21-25        |
| 21-01                | Trentino Rosa - CUS Torino             | 3-1     | 25-16, 22-25, 25-17, 25-20        |
| 21-01                | Soverato - Due Principati              | 3-2     | 25-17, 23-25, 25-22, 22-25, 15-12 |
| 21-01                | Cuneo Granda - Wealth Planet Perugia   | 3-1     | 25-14, 19-25, 25-16, 25-17        |

| Ventiduesima giornata |                                    |                  |                                   |
|                       |                                    |                  |                                   |
| Riposa:               | Zambelli Orvieto                   | Zambelli Orvieto | Zambelli Orvieto                  |
| 28-01                 | Wealth Planet Perugia - Soverato   | 0-3              | 18-25, 20-25, 20-25               |
| 28-01                 | Due Principati - Trentino Rosa     | 2-3              | 25-21, 22-25, 25-23, 26-28, 11-15 |
| 28-01                 | Hermaea - Adolfo Consolini         | 3-2              | 25-21, 23-25, 25-21, 21-25, 15-8  |
| 28-01                 | VolAlto Caserta - Club Italia      | 1-3              | 17-25, 25-22, 22-25, 20-25        |
| 28-01                 | Millenium Brescia - CUS Torino     | 3-1              | 27-25, 25-27, 25-18, 25-21        |
| 28-01                 | Montecchio Maggiore - Cuneo Granda | 1-3              | 23-25, 28-26, 14-25, 15-25        |
| 28-01                 | Chieri '76 - Mondovì               | 2-3              | 25-23, 21-25, 26-28, 25-17, 9-15  |
| 28-01                 | Olimpia Teodora - Marsala          | 3-1              | 23-25, 25-22, 25-20, 25-19        |

| Ventitreesima giornata |                                         |            |                                   |
|                        |                                         |            |                                   |
| Riposa:                | CUS Torino                              | CUS Torino | CUS Torino                        |
| 04-02                  | Adolfo Consolini - Club Italia          | 3-1        | 19-25, 25-23, 25-23, 25-22        |
| 04-02                  | Zambelli Orvieto - Millenium Brescia    | 1-3        | 20-25, 18-25, 25-15, 23-25        |
| 04-02                  | Marsala - Chieri '76                    | 0-3        | 21-25, 17-25, 19-25               |
| 03-02                  | Trentino Rosa - Hermaea                 | 3-1        | 20-25, 25-23, 25-23, 25-20        |
| 04-02                  | Wealth Planet Perugia - Olimpia Teodora | 3-2        | 20-25, 25-19, 18-25, 25-20, 15-11 |
| 04-02                  | Soverato - Cuneo Granda                 | 3-2        | 25-18, 13-25, 20-25, 25-23, 15-10 |
| 04-02                  | Due Principati - Montecchio Maggiore    | 3-0        | 25-16, 25-17, 25-22               |
| 03-02                  | Mondovì - VolAlto Caserta               | 3-1        | 25-12, 25-21, 20-25, 25-11        |

| Ventiquattresima giornata |                                       |          |                                  |
|                           |                                       |          |                                  |
| Riposa:                   | Soverato                              | Soverato | Soverato                         |
| 10-02                     | Club Italia - Trentino Rosa           | 3-2      | 24-26, 25-19, 25-22, 25-27, 15-9 |
| 11-02                     | Cuneo Granda - Adolfo Consolini       | 3-2      | 25-20, 22-25, 25-23, 21-25, 15-8 |
| 11-02                     | Millenium Brescia - Chieri '76        | 3-1      | 26-24, 22-25, 29-27, 25-15       |
| 11-02                     | VolAlto Caserta - Montecchio Maggiore | 3-2      | 22-25, 27-25, 25-21, 14-25, 15-7 |
| 11-02                     | Mondovì - CUS Torino                  | 3-0      | 27-25, 25-23, 25-23              |
| 10-02                     | Olimpia Teodora - Due Principati      | 3-1      | 23-25, 25-21, 25-22, 25-22       |
| 11-02                     | Hermaea - Wealth Planet Perugia       | 3-1      | 25-20, 25-20, 25-27, 27-25       |
| 11-02                     | Zambelli Orvieto - Marsala            | 3-0      | 25-20, 25-19, 25-16              |

| Venticinquesima giornata |                                          |                   |                                   |
|                          |                                          |                   |                                   |
| Riposa:                  | Millenium Brescia                        | Millenium Brescia | Millenium Brescia                 |
| 21-02                    | Montecchio Maggiore - Soverato           | 0-3               | 17-25, 17-25, 20-25               |
| 22-02                    | Wealth Planet Perugia - Adolfo Consolini | 3-2               | 24-26, 29-27, 28-26, 23-25, 18-16 |
| 21-02                    | Marsala - Hermaea                        | 2-3               | 21-25, 25-22, 25-21, 20-25, 12-15 |
| 21-02                    | Trentino Rosa - VolAlto Caserta          | 3-0               | 25-21, 25-23, 25-22               |
| 21-02                    | Chieri '76 - Zambelli Orvieto            | 2-3               | 26-24, 14-25, 23-25, 29-27, 10-15 |
| 20-02                    | Olimpia Teodora - Cuneo Granda           | 0-3               | 20-25, 20-25, 21-25               |
| 21-02                    | CUS Torino - Due Principati              | 3-1               | 25-20, 19-25, 25-19, 25-13        |
| 21-02                    | Club Italia - Mondovì                    | 3-2               | 14-25, 25-15, 27-29, 25-23, 15-10 |

| Ventiseiesima giornata |                                   |                 |                            |
|                        |                                   |                 |                            |
| Riposa:                | Olimpia Teodora                   | Olimpia Teodora | Olimpia Teodora            |
| 25-02                  | Soverato - Club Italia            | 0-3             | 28-30, 16-25, 16-25        |
| 25-02                  | Adolfo Consolini - Trentino Rosa  | 3-1             | 31-29, 25-23, 24-26, 25-18 |
| 25-02                  | Cuneo Granda - Chieri '76         | 3-0             | 25-17, 25-18, 25-14        |
| 25-02                  | Millenium Brescia - Hermaea       | 3-0             | 25-16, 26-24, 25-18        |
| 24-02                  | CUS Torino - VolAlto Caserta      | 3-0             | 25-19, 25-16, 25-21        |
| 25-02                  | Due Principati - Zambelli Orvieto | 0-3             | 13-25, 18-25, 22-25        |
| 25-02                  | Marsala - Montecchio Maggiore     | 3-1             | 22-25, 25-17, 25-23, 26-24 |
| 25-02                  | Mondovì - Wealth Planet Perugia   | 3-0             | 25-20, 25-20, 25-22        |

| Ventisettesima giornata |                                       |              |                                   |
|                         |                                       |              |                                   |
| Riposa:                 | Cuneo Granda                          | Cuneo Granda | Cuneo Granda                      |
| 04-03                   | Zambelli Orvieto - Soverato           | 3-1          | 18-25, 25-17, 25-22, 25-23        |
| 04-03                   | Trentino Rosa - Millenium Brescia     | 3-0          | 25-23, 25-14, 25-23               |
| 04-03                   | Chieri '76 - Due Principati           | 0-3          | 14-25, 31-33, 17-25               |
| 03-03                   | Wealth Planet Perugia - Montecchio M. | 2-3          | 22-25, 25-14, 25-13, 21-25, 13-15 |
| 03-03                   | Club Italia - CUS Torino              | 3-0          | 25-18, 25-16, 25-22               |
| 28-02                   | Hermaea - Olimpia Teodora             | 3-1          | 25-19, 21-25, 25-17, 25-20        |
| 04-03                   | Adolfo Consolini - Mondovì            | 1-3          | 25-15, 13-25, 25-27, 18-25        |
| 04-03                   | VolAlto Caserta - Marsala             | 0-3          | 17-25, 21-25, 11-25               |

| Ventottesima giornata |                                      |             |                                   |
|                       |                                      |             |                                   |
| Riposa:               | Club Italia                          | Club Italia | Club Italia                       |
| 07-03                 | Millenium Brescia - Adolfo Consolini | 3-0         | 25-21, 25-14, 25-23               |
| 07-03                 | Soverato - Hermaea                   | 3-1         | 25-15, 25-17, 20-25, 25-13        |
| 07-03                 | Cuneo Granda - VolAlto Caserta       | 3-0         | 25-19, 25-16, 25-15               |
| 07-03                 | Trentino Rosa - Zambelli Orvieto     | 2-3         | 25-19, 23-25, 18-25, 25-22, 13-15 |
| 07-03                 | Montecchio Maggiore - CUS Torino     | 1-3         | 19-25, 29-27, 16-25, 18-25        |
| 07-03                 | Due Principati - Marsala             | 2-3         | 25-16, 19-25, 25-22, 23-25, 13-15 |
| 07-03                 | Olimpia Teodora - Mondovì            | 3-2         | 25-23, 25-21, 18-25, 21-25, 15-11 |
| 07-03                 | Chieri '76 - Wealth Planet Perugia   | 3-0         | 25-23, 25-20, 25-21               |

| Ventinovesima giornata |                                       |                  |                                   |
|                        |                                       |                  |                                   |
| Riposa:                | Adolfo Consolini                      | Adolfo Consolini | Adolfo Consolini                  |
| 11-03                  | Cuneo Granda - Club Italia            | 3-0              | 25-13, 25-18, 25-20               |
| 11-03                  | Olimpia Teodora - Soverato            | 3-1              | 22-25, 25-23, 25-15, 25-18        |
| 11-03                  | Wealth Planet Perugia - Trentino Rosa | 0-3              | 22-25, 38-40, 19-25               |
| 11-03                  | Marsala - Millenium Brescia           | 0-3              | 17-25, 16-25, 23-25               |
| 11-03                  | VolAlto Caserta - Chieri '76          | 0-3              | 20-25, 16-25, 18-25               |
| 11-03                  | CUS Torino - Zambelli Orvieto         | 3-2              | 23-25, 17-25, 25-20, 25-23, 15-11 |
| 11-03                  | Mondovì - Montecchio Maggiore         | 1-3              | 24-26, 25-13, 18-25, 24-26        |
| 11-03                  | Hermaea - Due Principati              | 3-0              | 25-19, 25-19, 25-17               |

| Trentesima giornata |                                           |         |                                   |
|                     |                                           |         |                                   |
| Riposa:             | Mondovì                                   | Mondovì | Mondovì                           |
| 18-03               | Adolfo Consolini - CUS Torino             | 2-3     | 21-25, 25-19, 17-25, 25-21, 14-16 |
| 18-03               | Montecchio Maggiore - Chieri '76          | 0-3     | 23-25, 22-25, 26-28               |
| 18-03               | Zambelli Orvieto - Hermaea                | 3-0     | 25-21, 25-18, 25-19               |
| 18-03               | Soverato - VolAlto Caserta                | 3-0     | 25-13, 25-14, 25-17               |
| 17-03               | Club Italia - Olimpia Teodora             | 3-1     | 25-23, 25-18, 19-25, 25-21        |
| 18-03               | Due Principati - Cuneo Granda             | 0-3     | 20-25, 26-28, 18-25               |
| 17-03               | Millenium Brescia - Wealth Planet Perugia | 3-0     | 25-14, 26-24, 25-15               |
| 17-03               | Trentino Rosa - Marsala                   | 3-2     | 25-19, 25-22, 15-25, 18-25, 15-12 |

| Trentunesima giornata |                                        |                |                                   |
|                       |                                        |                |                                   |
| Riposa:               | Due Principati                         | Due Principati | Due Principati                    |
| 22-03                 | Chieri '76 - Club Italia               | 2-3            | 25-23, 24-26, 25-22, 22-25, 11-15 |
| 21-03                 | Soverato - Trentino Rosa               | 3-1            | 22-25, 25-23, 25-16, 25-18        |
| 21-03                 | Montecchio Maggiore - Adolfo Consolini | 0-3            | 21-25, 18-25, 12-25               |
| 21-03                 | VolAlto Caserta - Millenium Brescia    | 0-3            | 13-25, 19-25, 20-25               |
| 21-03                 | Mondovì - Hermaea                      | 3-1            | 25-18, 25-21, 22-25, 25-16        |
| 21-03                 | Olimpia Teodora - Zambelli Orvieto     | 3-0            | 25-20, 25-14, 25-19               |
| 21-03                 | CUS Torino - Cuneo Granda              | 1-3            | 25-27, 25-23, 21-25, 20-25        |
| 05-04                 | Marsala - Wealth Planet Perugia        | 3-0            | 25-16, 26-24, 25-18               |

| Trentaduesima giornata |                                         |            |                                   |
|                        |                                         |            |                                   |
| Riposa:                | Chieri '76                              | Chieri '76 | Chieri '76                        |
| 25-03                  | Zambelli Orvieto - Club Italia          | 3-1        | 23-25, 25-10, 26-24, 25-23        |
| 25-03                  | Adolfo Consolini - Soverato             | 3-2        | 24-26, 23-25, 25-20, 25-15, 15-12 |
| 24-03                  | Wealth Planet Perugia - VolAlto Caserta | 3-0        | 25-19, 25-19, 25-23               |
| 25-03                  | Millenium Brescia - Montecchio Maggiore | 3-0        | 25-18, 25-19, 25-13               |
| 25-03                  | Hermaea - CUS Torino                    | 0-3        | 24-26, 16-25, 24-26               |
| 25-03                  | Trentino Rosa - Olimpia Teodora         | 3-0        | 25-22, 25-19, 25-20               |
| 25-03                  | Due Principati - Mondovì                | 3-2        | 25-23, 23-25, 25-21, 13-25, 15-8  |
| 25-03                  | Cuneo Granda - Marsala                  | 3-0        | 25-13, 25-13, 25-13               |

| Trentatreesima giornata |                                          |         |                                   |
|                         |                                          |         |                                   |
| Riposa:                 | Hermaea                                  | Hermaea | Hermaea                           |
| 02-04                   | Olimpia Teodora - Adolfo Consolini       | 3-0     | 25-17, 25-22, 25-16               |
| 02-04                   | Club Italia - Millenium Brescia          | 1-3     | 22-25, 25-13, 21-25, 11-25        |
| 02-04                   | CUS Torino - Chieri '76                  | 3-2     | 25-22, 25-20, 21-25, 24-26, 15-10 |
| 02-04                   | Wealth Planet Perugia - Zambelli Orvieto | 3-2     | 25-22, 13-25, 22-25, 25-20, 15-11 |
| 02-04                   | Trentino Rosa - Montecchio Maggiore      | 3-0     | 25-18, 25-16, 25-19               |
| 02-04                   | Mondovì - Cuneo Granda                   | 3-2     | 23-25, 19-25, 25-16, 25-20, 15-5  |
| 04-04                   | VolAlto Caserta - Due Principati         | 0-3     | 9-25, 17-25, 15-25                |
| 02-04                   | Soverato - Marsala                       | 3-0     | 25-20, 25-22, 25-23               |

| Trentaquattresima giornata |                                        |               |                            |
|                            |                                        |               |                            |
| Riposa:                    | Trentino Rosa                          | Trentino Rosa | Trentino Rosa              |
| 08-04                      | Montecchio Maggiore - Club Italia      | 0-3           | 23-25, 28-30, 23-25        |
| 08-04                      | Chieri '76 - Soverato                  | 3-0           | 25-21, 25-15, 25-19        |
| 08-04                      | Cuneo Granda - Hermaea                 | 3-0           | 25-11, 25-20, 25-13        |
| 08-04                      | Adolfo Consolini - VolAlto Caserta     | 3-0           | 25-10, 25-17, 25-13        |
| 08-04                      | Marsala - CUS Torino                   | 3-0           | 25-11, 25-14, 25-21        |
| 08-04                      | Millenium Brescia - Olimpia Teodora    | 3-1           | 22-25, 28-26, 25-19, 25-22 |
| 08-04                      | Zambelli Orvieto - Mondovì             | 3-1           | 25-23, 13-25, 25-20, 25-18 |
| 08-04                      | Due Principati - Wealth Planet Perugia | 3-0           | 25-19, 25-19, 25-20        |

#### Classifica
| Pos. | Squadra               | Pt | G  | V  | P  | SV | SP | Ratio | PF    | PS    | Ratio |
| ---- | --------------------- | -- | -- | -- | -- | -- | -- | ----- | ----- | ----- | ----- |
| 1.   | Millenium Brescia     | 75 | 32 | 25 | 7  | 81 | 37 | 2,189 | 2 792 | 2 474 | 1,128 |
| 2.   | Cuneo Granda          | 74 | 32 | 24 | 8  | 83 | 37 | 2,243 | 2 759 | 2 449 | 1,126 |
| 3.   | Mondovì               | 68 | 32 | 22 | 10 | 78 | 48 | 1,625 | 2 859 | 2 651 | 1,078 |
| 4.   | Adolfo Consolini      | 65 | 32 | 21 | 11 | 77 | 50 | 1,540 | 2 875 | 2 722 | 1,056 |
| 5.   | Chieri '76            | 64 | 32 | 20 | 12 | 74 | 43 | 1,720 | 2 714 | 2 516 | 1,078 |
| 6.   | Trentino Rosa         | 62 | 32 | 20 | 12 | 76 | 50 | 1,520 | 2 866 | 2 741 | 1,045 |
| 7.   | Soverato              | 58 | 32 | 20 | 12 | 72 | 52 | 1.384 | 2 790 | 2 675 | 1.042 |
| 8.   | Zambelli Orvieto      | 54 | 32 | 18 | 14 | 68 | 55 | 1,236 | 2 748 | 2 574 | 1,067 |
| 9.   | Club Italia           | 51 | 32 | 18 | 14 | 69 | 61 | 1,131 | 2 889 | 2 812 | 1,027 |
| 10.  | CUS Torino            | 51 | 32 | 18 | 14 | 66 | 60 | 1,100 | 2 764 | 2 771 | 0,997 |
| 11.  | Olimpia Teodora       | 50 | 32 | 18 | 14 | 68 | 59 | 1,152 | 2 796 | 2 740 | 1,020 |
| 12.  | Due Principati        | 37 | 32 | 11 | 21 | 52 | 72 | 0,722 | 2 666 | 2 764 | 0,964 |
| 13.  | Hermaea               | 26 | 32 | 9  | 23 | 39 | 79 | 0,493 | 2 471 | 2 698 | 0,915 |
| 14.  | Montecchio Maggiore   | 25 | 32 | 9  | 23 | 39 | 79 | 0,493 | 2 472 | 2 767 | 0,893 |
| 15.  | Wealth Planet Perugia | 24 | 32 | 9  | 23 | 38 | 82 | 0,463 | 2 510 | 2 769 | 0,906 |
| 16.  | Marsala               | 24 | 32 | 7  | 25 | 37 | 79 | 0,468 | 2 441 | 2 679 | 0,911 |
| 17.  | VolAlto Caserta       | 8  | 32 | 3  | 29 | 19 | 93 | 0,204 | 2 086 | 2 696 | 0,773 |

      Promossa in Serie A1.
      Qualificata ai play-off scudetto.
      Retrocessa in Serie B1.

### Play-off promozione

#### Tabellone
|  | Quarti di finale | Quarti di finale | Quarti di finale | Quarti di finale | Quarti di finale |   |                  | Semifinali | Semifinali       | Semifinali | Semifinali | Semifinali |  |   | Finale           | Finale     | Finale | Finale | Finale |
|  |                  |                  |                  |                  |                  |   |                  |            |                  |            |            |            |  |   |                  |            |        |        |        |
|  | 4                | Adolfo Consolini | 3                | 3                |                  |   |                  |            |                  |            |            |            |  |   |                  |            |        |        |        |
|  | 4                | Adolfo Consolini | 3                | 3                |                  |   |                  |            |                  |            |            |            |  |   |                  |            |        |        |        |
|  | 7                | Soverato         | 1                | 2                |                  |   |                  |            |                  |            |            |            |  |   |                  |            |        |        |        |
|  | 7                | Soverato         | 1                | 2                |                  | 4 | Adolfo Consolini | 3          | 2                | 3          |            |            |  |   |                  |            |        |        |        |
|  |                  |                  |                  |                  |                  | 4 | Adolfo Consolini | 3          | 2                | 3          |            |            |  |   |                  |            |        |        |        |
|  |                  |                  |                  |                  |                  |   |                  | 8          | Zambelli Orvieto | 0          | 3          | 2          |  |   |                  |            |        |        |        |
|  | 3                | Mondovì          | 3                | 1                | 1                |   |                  | 8          | Zambelli Orvieto | 0          | 3          | 2          |  |   |                  |            |        |        |        |
|  | 3                | Mondovì          | 3                | 1                | 1                |   |                  |            |                  |            |            |            |  |   |                  |            |        |        |        |
|  | 8                | Zambelli Orvieto | 0                | 3                | 3                |   |                  |            |                  |            |            |            |  |   |                  |            |        |        |        |
|  | 8                | Zambelli Orvieto | 0                | 3                | 3                |   |                  |            |                  |            |            |            |  | 4 | Adolfo Consolini | 3          | 1      | 1      |        |
|  |                  |                  |                  |                  |                  |   |                  |            |                  |            |            |            |  | 4 | Adolfo Consolini | 3          | 1      | 1      |        |
|  |                  |                  |                  |                  |                  |   |                  |            |                  |            |            |            |  |   | 5                | Chieri '76 | 1      | 3      | 3      |
|  | 2                | Cuneo Granda     | 3                | 3                |                  |   |                  |            |                  |            |            |            |  |   | 5                | Chieri '76 | 1      | 3      | 3      |
|  | 2                | Cuneo Granda     | 3                | 3                |                  |   |                  |            |                  |            |            |            |  |   |                  |            |        |        |        |
|  | 10               | CUS Torino       | 0                | 2                |                  |   |                  |            |                  |            |            |            |  |   |                  |            |        |        |        |
|  | 10               | CUS Torino       | 0                | 2                |                  | 2 | Cuneo Granda     | 2          | 3                | 2          |            |            |  |   |                  |            |        |        |        |
|  |                  |                  |                  |                  |                  | 2 | Cuneo Granda     | 2          | 3                | 2          |            |            |  |   |                  |            |        |        |        |
|  |                  |                  |                  |                  |                  |   |                  | 5          | Chieri '76       | 3          | 2          | 3          |  |   |                  |            |        |        |        |
|  | 5                | Chieri '76       | 3                | 2                | 3                |   |                  | 5          | Chieri '76       | 3          | 2          | 3          |  |   |                  |            |        |        |        |
|  | 5                | Chieri '76       | 3                | 2                | 3                |   |                  |            |                  |            |            |            |  |   |                  |            |        |        |        |
|  | 6                | Trentino Rosa    | 1                | 3                | 0                |   |                  |            |                  |            |            |            |  |   |                  |            |        |        |        |
|  | 6                | Trentino Rosa    | 1                | 3                | 0                |   |                  |            |                  |            |            |            |  |   |                  |            |        |        |        |

#### Risultati

##### Quarti di finale
| Gara 1 |                             |     |                            |
|        |                             |     |                            |
| 15-04  | Cuneo Granda - CUS Torino   | 3-0 | 25-15, 28-26, 25-15        |
| 15-04  | Chieri '76 - Trentino Rosa  | 3-1 | 23-25, 25-23, 25-21, 25-20 |
| 15-04  | Mondovì - Zambelli Orvieto  | 3-0 | 25-18, 25-20, 29-27        |
| 15-04  | Adolfo Consolini - Soverato | 3-1 | 25-20, 25-20, 25-20, 25-15 |

| Gara 2 |                             |     |                                   |
|        |                             |     |                                   |
| 18-04  | CUS Torino - Cuneo Granda   | 2-3 | 25-20, 23-25, 20-25, 25-23, 11-15 |
| 18-04  | Trentino Rosa - Chieri '76  | 3-2 | 25-15, 25-21, 20-25, 18-25, 15-13 |
| 18-04  | Zambelli Orvieto - Mondovì  | 3-1 | 29-27, 23-25, 25-22, 25-16        |
| 18-04  | Soverato - Adolfo Consolini | 2-3 | 25-17, 17-25, 25-23, 20-25, 13-15 |

| Gara 3 |                            |     |                            |
|        |                            |     |                            |
| 22-04  | Chieri '76 - Trentino Rosa | 3-0 | 25-16, 25-19, 25-21        |
| 22-04  | Mondovì - Zambelli Orvieto | 1-3 | 25-11, 23-25, 22-25, 27-29 |

##### Semifinali
| Gara 1 |                                     |     |                                  |
|        |                                     |     |                                  |
| 25-04  | Cuneo Granda - Chieri '76           | 2-3 | 17-25, 25-22, 25-17, 20-25, 9-15 |
| 25-04  | Adolfo Consolini - Zambelli Orvieto | 3-0 | 25-19, 25-22, 25-18              |

| Gara 2 |                                     |     |                                   |
|        |                                     |     |                                   |
| 29-04  | Chieri '76 - Cuneo Granda           | 2-3 | 22-25, 25-23, 25-23, 19-25, 16-18 |
| 29-04  | Zambelli Orvieto - Adolfo Consolini | 3-2 | 23-25, 25-15, 25-19, 23-25, 15-10 |

| Gara 3 |                                     |     |                                  |
|        |                                     |     |                                  |
| 01-05  | Cuneo Granda - Chieri '76           | 2-3 | 25-16, 21-25, 25-22, 21-25, 8-15 |
| 01-05  | Adolfo Consolini - Zambelli Orvieto | 3-2 | 25-20, 19-25, 25-19, 21-25, 15-7 |

##### Finale
| Gara 1 |                               |     |                            |
|        |                               |     |                            |
| 06-05  | Adolfo Consolini - Chieri '76 | 3-1 | 26-24, 28-30, 25-18, 25-17 |

| Gara 2 |                               |     |                            |
|        |                               |     |                            |
| 09-05  | Chieri '76 - Adolfo Consolini | 3-1 | 17-25, 25-17, 25-21, 25-22 |

| Gara 3 |                               |     |                            |
|        |                               |     |                            |
| 13-05  | Adolfo Consolini - Chieri '76 | 1-3 | 21-25, 26-24, 21-25, 20-25 |

## Statistiche
| Rendimento individuale | Rendimento individuale | Rendimento individuale | Rendimento individuale |
| Pos.                   | Nome                   | Punti                  | Squadra                |
| ---------------------- | ---------------------- | ---------------------- | ---------------------- |
| 1                      | Alexa Grey             | 724                    | Soverato               |
| 2                      | Yaremis Mendaro        | 638                    | Due Principati         |
| 3                      | Tereza Vanžurová       | 622                    | Cuneo Granda           |
| 4                      | Elisa Zanette          | 597                    | Adolfo Consolini       |
| 5                      | Erblira Bici           | 579                    | Mondovì                |
| 6                      | Jessica Rivero         | 573                    | Mondovì                |
| 7                      | Elena Pietrini         | 533                    | Club Italia            |
| 8                      | Elenī Kiosī            | 532                    | Trentino Rosa          |
| 9                      | Lucia Bacchi           | 529                    | Olimpia Teodora        |
| 10                     | Laura Grigolo          | 521                    | Zambelli Orvieto       |

NB: I dati sono riferiti esclusivamente alla regular season.